# J・ダグラス・ゲイロン・デポ
J・ダグラス・ゲイロン・デポ（英語：J. Douglas Galyon Depot）はアメリカ合衆国ノースカロライナ州グリーンズボロ イースト・ワシントン・ストリート236にある駅。 グリーンズボロ駅とも知られており、全米各地を結ぶ旅客鉄道のアムトラックが乗り入れているほか、バスターミナルを併設している。

## 概要
現在、J.ダグラス・ゲイロン・デポと呼ばれるグリーンズボロの旅客駅はサザン鉄道の駅として1927年に建設された。1940年代の最盛期には1日40本以上の旅客列車が行きかっていた。第二次世界大戦後の旅客鉄道事業の衰退後、当駅は1979年5月に閉鎖され、サザン鉄道は市に駅を寄贈した。その後、2005年まで旅客は数マイル西のダウンタウンの小さな貨物駅で列車を待っていた。グリーンズボロ市とノースカロライナ州運輸省は当駅に旅客鉄道の営業を戻し、交通の結節点として整備する作業を1993年に始めた。整備工事は下部フロアの旅客サービスエリアを修復し、上部フロアの鉄道貨物取扱所を路線バスの乗降場に変更する工事、アムトラックの営業のために待合室から軌道の下を通りプラットホームまで延びている歩行者用地下道、プラットホーム、ホーム上屋の再整備工事と新しい荷物用地下道を施工した。3,200万ドルの事業費は連邦交通管理局、連邦道路管理局、ノースカロライナ州、グリーンズボロ市の資金により賄われた。2001年からの工事の後、2005年10月1日リニューアルオープンした。

## 利用可能な鉄道路線／列車
アムトラックの停車する列車は下記の通り。
ニューヨークとニューオーリンズ間の夜行長距離列車クレセント号 …1日1往復停車
ニューヨークとシャーロット間の昼行長距離列車カロリニアン号 …1日1往復停車
ローリーとシャーロット間の昼行中距離列車ピードモント号 …1日2往復停車

## バス
当駅から乗車できるバスは以下の通り。
中長距離バス：グレイハウンド
路線バス： グリーンズボロ交通局 (GREENSBORO TRANSIT AUTHORITY)
路線バス： ハイアー・エデュケーション・エリア・トランジット (Higher Education Area Transit)

## ギャラリー

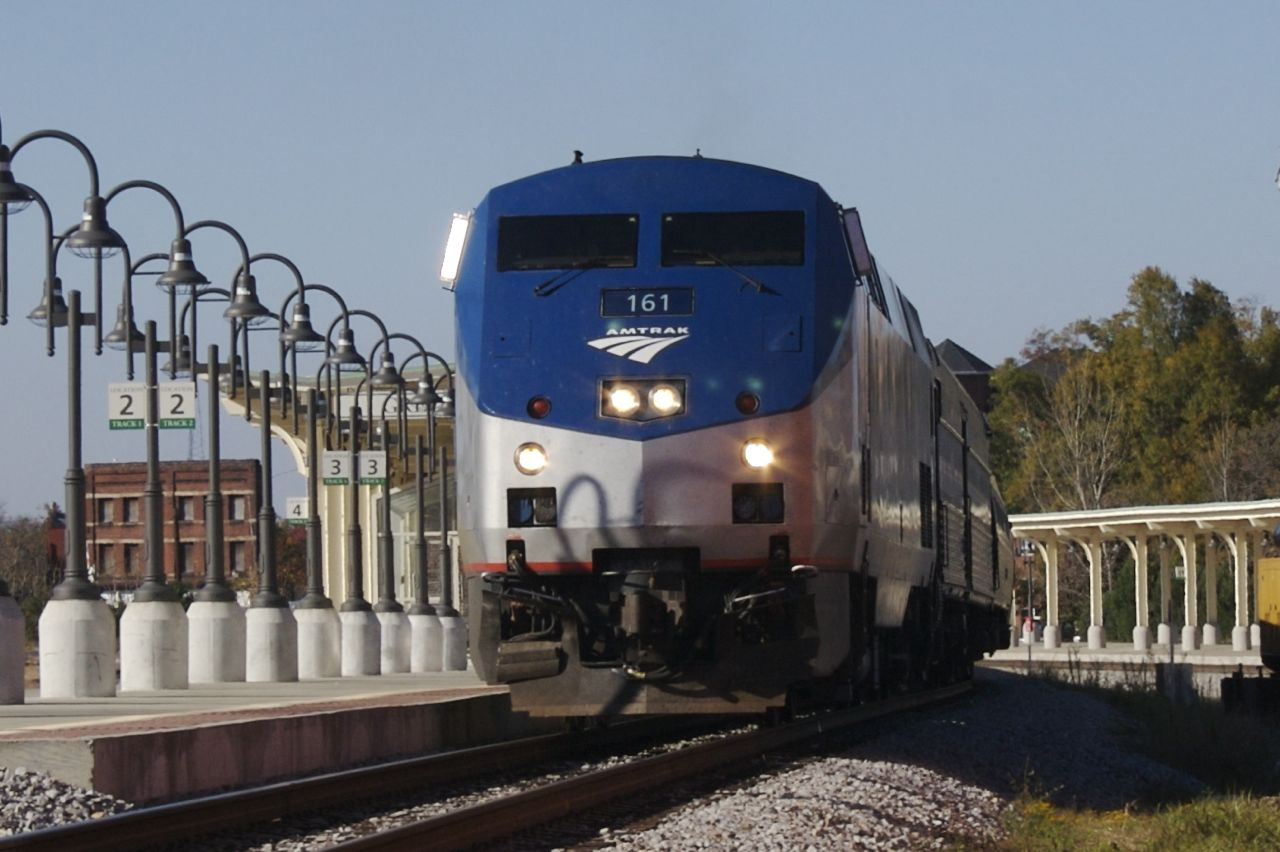
停車中のカロライニアン号
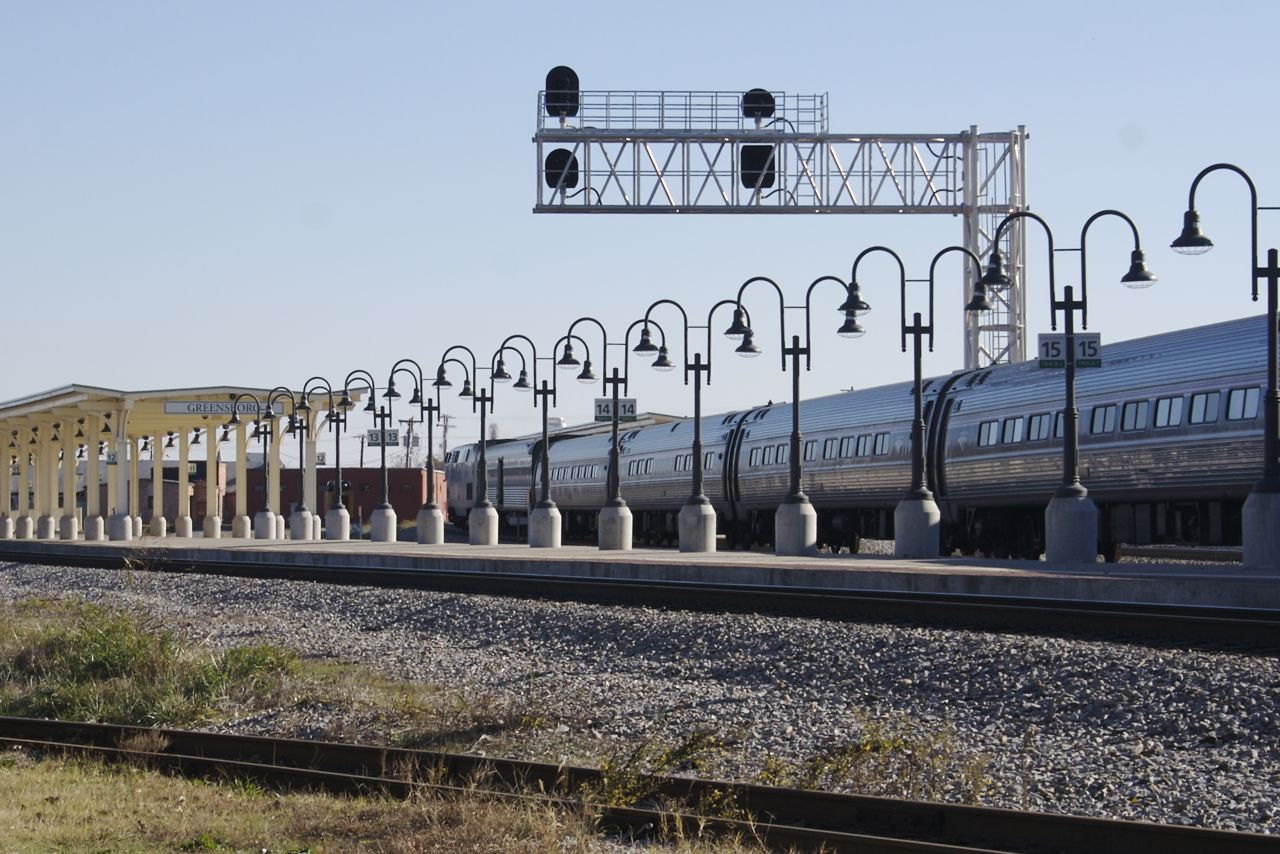
到着するカロライニアン号
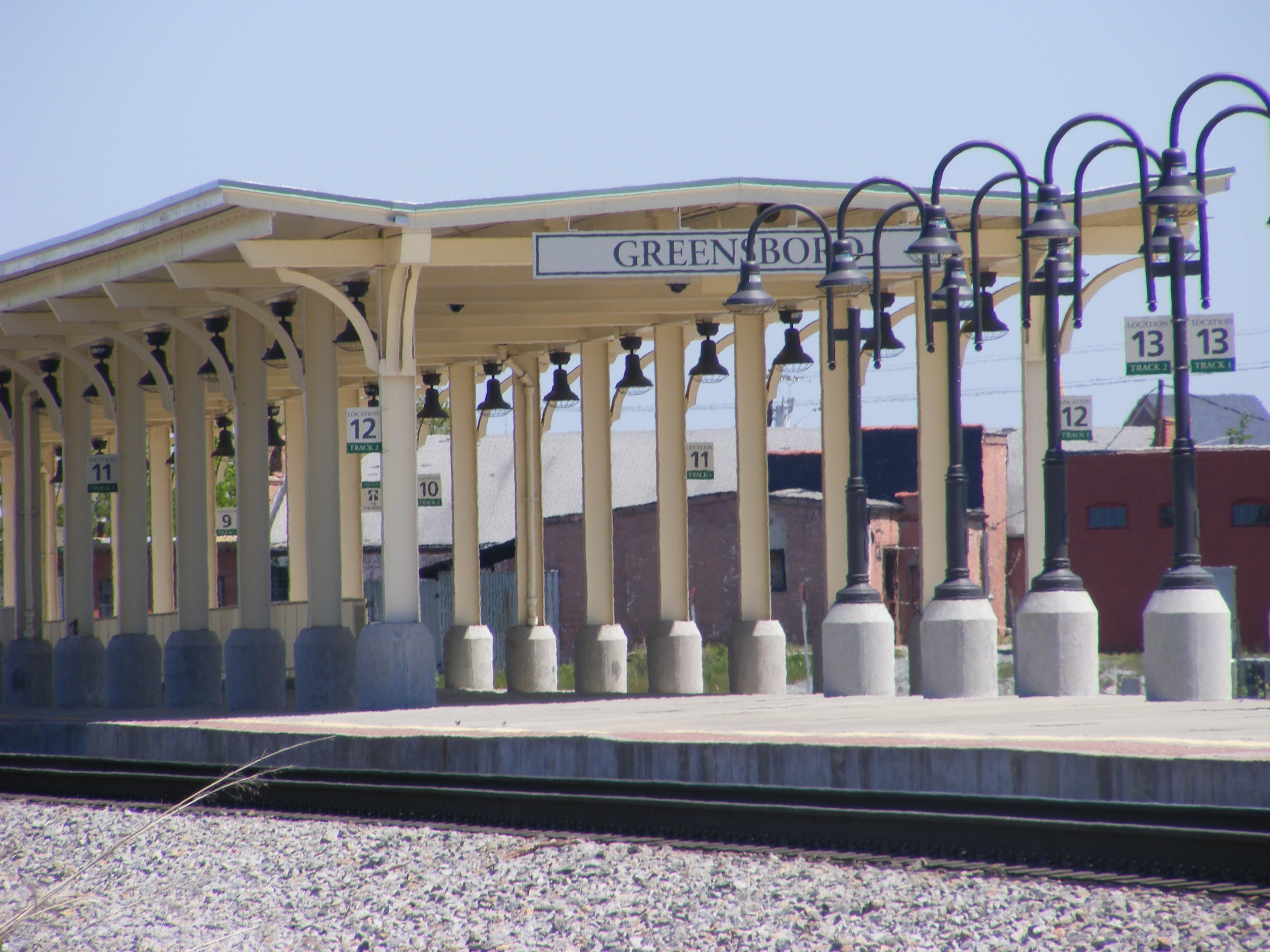
プラットホーム
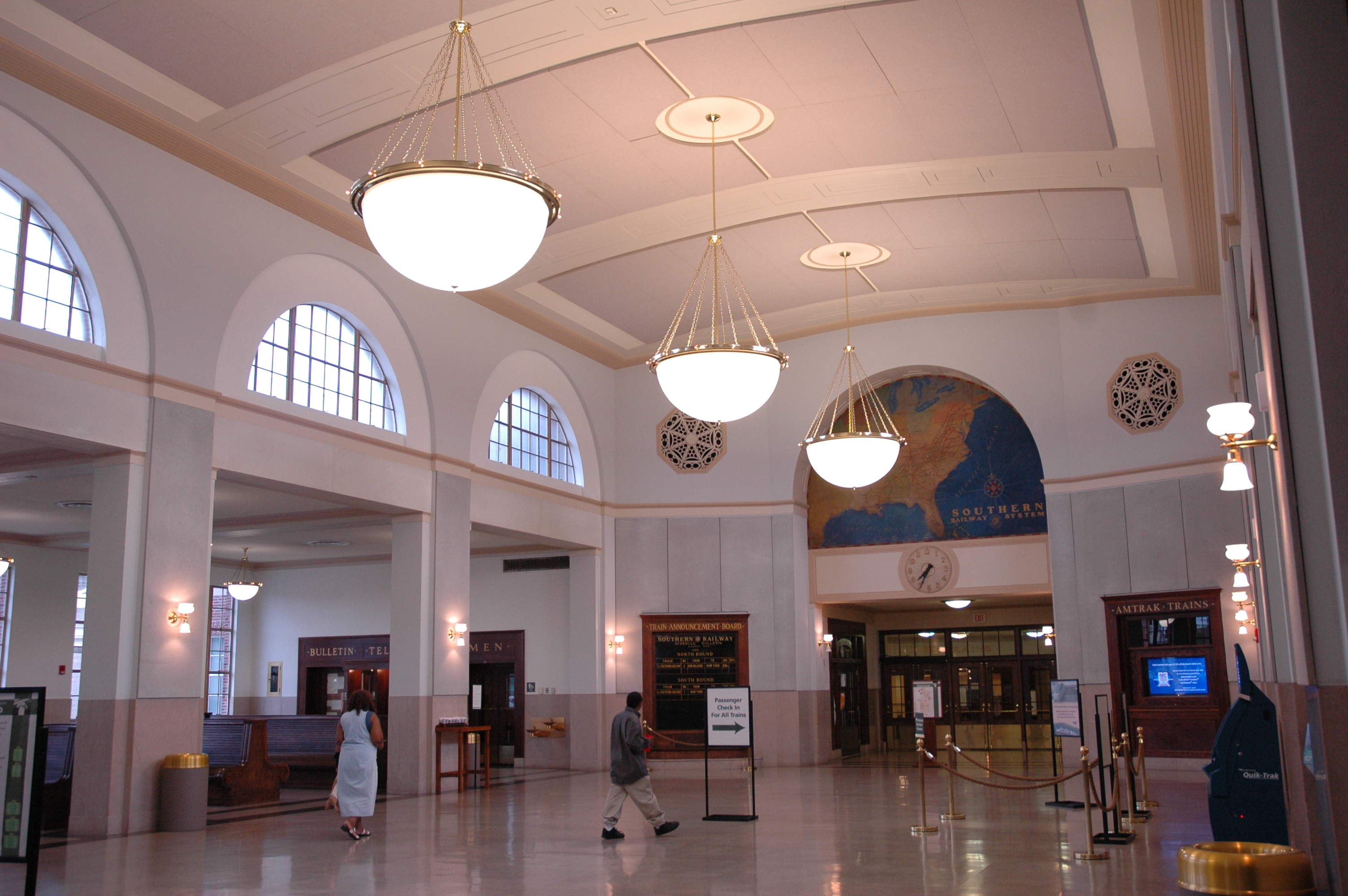
駅内部